# 月色光珠
『月色光珠』（つきいろこうじゅ）は、岡篠名桜による日本のライトノベル。イラストは風都ノリが担当している。コバルト文庫（集英社）より2006年3月から2009年7月まで刊行された。

## あらすじ
時は大唐帝国11代皇帝の御代。周家の再興を誓い、科挙合格を目指す双子の弟とともに7年ぶりに都・長安に戻ってきた16歳の少女・周琳琅。かつて暮らしていた屋敷とは比較にならないほど小さな、2階建ての一軒家で暮らし始めた彼女は近くの軽食屋で女給として日銭を稼ぐ傍ら、弟を科挙を目指す私塾に通わせていた。
そんなある夜、自宅で軽い夕食を終えて愛剣を磨いていた琳琅は、剣戟の音を聞き、「浪子（よたもの）が誰かを襲っているのか」と窓から外を見た。そこでは、道士風のいでたちの男達が数人がかりで黒衣の青年1人を襲っており、助けなければと思った琳琅は磨き終えた愛剣を手に家を飛び出し、男達を追いかけていった。
たどり着いた場所では、黒衣の青年が剣を握る道士もどきたちを叩きのめしていたが、肩に怪我をしたようだった。助けなければと飛び出した琳琅は、離れて呪文を唱えていた道士に気づかず、咄嗟に黒衣の青年に庇われ、事なきを得る。そして、強引に青年を自宅へ連れて行き、怪我の手当てをしながら話をした。青年は「巻き込みたくない」と言いつつも、「ある妓楼で待つ、白（はく）という人物に届け物をして欲しい」と坊門を通るための通牒と銅銭らしきものが入った布袋を琳琅に預けた。青年に睡眠作用のある薬湯を飲ませて家を出た琳琅が、役目を終えて翌朝自宅に戻ってくると、寝かせたはずの青年はおらず、机の上にいくらかの金子が残されていた。
「もう彼に会うことはないだろう」と思っていた琳琅。しかし、後日、青年は昼間に現れた。彼女にとっては思い入れのある白牡丹を携えて。青年は魏有と名乗り、琳琅は彼の仕事である隠密の手伝いをすることに決める。
剣術少女と隠密の不思議な出会いから始まった、奇縁と運命の物語。

## 登場人物

### 主要人物
周琳琅（しゅうりんろう）
本作の主人公。活発で正義感の強い16歳の少女。長安生まれで、実家がある事情から没落したためもあり、9歳の頃に節度使となった父親や家族とともに都を離れ、回鶻に近い北の土地で7年間を過ごす。
武官の父親・周之凱（しゅうしがい）が仕官の合間に開いている剣道場で、3歳の頃から剣を教わってきたため、そこらにいる浪子（よたもの）よりはよっぽど強い。幼い頃に見た舞人の演舞に憧れて、襦裾（じゅくん）姿で剣を取る。ただし、本人曰く「人を斬る覚悟がない」ので、立ち回りの際も鞘はつけたまま。相手が鞘を抜いていても、自分は鞘をつけた状態で立ち回るので、鞘には傷が付いている。また、父の教えである「剣はどんな感情も吸い取るから、憎しみの心で剣を取ってはならない」を守り通している。元の屋敷の現在の住人の許可を得て道場を再開した時、かつての門下生が恩返しも兼ねて集まってきたことから、道場と一家はかなり慕われていた様である。幼い頃から身体を動かす方が好きだったため、裁縫の練習や家の中の手伝いからずっと逃げており、それらは基本的に苦手。
家宝である「双明珠（そうめいしゅ）」の片割れ、「夜明珠（やめいしゅ）」を首飾りにして肌身離さず持ち歩く。これは、日光の下では鈍い白の地味な宝石だが、月光にかざすと淡い白の光を放つ。高利貸し・安潜によると、「人の心の渇きを癒す」力を持つとされる宝石らしい。もう一方の「陽明珠（ようめいしゅ）」は、7年前安潜に奪われ、現在はその娘であり幼馴染でもある春蓉が、手首を飾る装飾品として身に着けている。
科挙になかなか合格できず勉強を続けていた、詩作の得意な叔父のことが大好きで、彼に「琳琅は大きくなったら白牡丹のようになるだろう」と評されたことがある。以来、彼女は世間で言う「牡丹」である赤や紫の牡丹よりも白牡丹の方が好き。なおこの叔父は、後に白の策略に利用され、酒と妓女に溺れた挙句、多額の借金を残して池に身を投げた。
北にいた時に出来た幼馴染が薬草やその扱いに詳しかったため、剣の修行で生傷が絶えない自分にも応急処置が出来るように、いろいろと教わっており、自宅にはさまざまな薬草を保管した小さな壺がある。
怪我をしたところを助けたことで知り合った魏有の仕事を手伝ううちに、彼の態度に振り回されながらも次第に惹かれていくが、彼が、守らねばならないものは少ないほうがいい隠密であるため、最初は想いを封印してしまうつもりだった。しかし、傷ついた彼がひと時でも休める場所であろうと覚悟を決めた。父の門下の一員だった魏有や李尚とは、幼い頃に面識があるはずなのだが、その記憶はほとんどない。現在の彼女が思い出せる、彼らに関わるほぼ唯一の記憶は、15歳ほどの魏有が塀越しに道場を覗き込んでいたのを見かけた際に交わした言葉と、彼が佩いていた金色の龍の飾りがついた剣。
魏有に紹介されて、職場を「天花茶館」に変えてからは、そこの用心棒である李尚に絡まれてはやり返す日々を送っており、常連達の新たな名物兼看板娘となる。
女絵師・菫瑛の助手として城に上がった（本来呼ばれたのは春蓉なのだが、子朝の策略の結果、彼女の身代わりにされた）際、皇太子・李恒と出会い、彼の心に潜む闇を一時的に払ったことで、目を付けられてしまった。彼が皇帝になってから、同じく追われる身である魏有とともに都を脱走、東に逃げ延びるが、李恒の黒羽騎尉・凌華（後述）の手で捕らえられ、後宮に閉じ込められる。
周子朝（しゅうしちょう）
琳琅の双子の弟。幼い頃は外では遊べないほど病弱な子供で、本を読んで過ごすことが多かった（現在はある程度丈夫になった模様）。そのため、口達者で頭はいいが、片思い中の春蓉が絡むとやや浅い悪知恵を働かせる。
幼馴染の春蓉にずっと片思いしており、幼い春蓉がなくした髪紐などを拾い上げて大事に取っておき、手にとっては思いを馳せるという「変態」な一面を持つ。
科挙に合格して官吏になり、将来は春蓉と結婚するつもりで私塾に通い、後に最年少で合格する。
魏有（ぎゆう）
琳琅が助けた青年。皇帝直属の隠密で、幻の官とされる「黒羽騎尉（こくうきい）」の1人。黒羽騎尉の仕事のために、18種類の武術を身につけ、修行により高い身体能力と10日ほどまでならろくに飲み食いせずとも維持できる体力を得た。しかし、過酷な任務をこなしてきたため、身体にはいくつもの傷跡が残る。琳琅より5歳ほど年長。
10年ほど前に皇太子を巡る政争で破れて殺された将軍家である魏家の生き残りで、素性を隠すため普段は「昊宇（こうう）」という偽名で、白宗甫の別邸の書生として暮らしている。幼い頃に父から贈られた剣は大切にしているが、本名は信頼している相手にしか教えていない。青系や緑系の袍（ほう）を着ていることが多い。
魏家の嫡男であった頃に、琳琅の父が開いていた道場で剣を教わっており、幼い琳琅とも面識がある。武官であり剣の師匠でもある琳琅の父を尊敬しており、その娘である琳琅のことも、「失われた過去」の1つとして大切に思っていた。しかし、思わぬ再会の後は、少女の身で剣を取り、鞘をつけたままとはいえ喧嘩沙汰で大立ち回りを度々やらかす無鉄砲さを持つ琳琅が次に何をしでかすか、はらはらして見守っているうちに彼女に惹かれていく。普段は無口なのだが、琳琅に対しては度々無自覚に口説き文句を連発し、翻弄している。しかし、琳琅の父に結婚の許しをもらうまではキスまでに留めていた。
5年近く黒羽騎尉を務めてきたが、主人である皇帝が崩御し、その後を継いだ皇太子・李恒に反意を示したため、追われることに。同じく李恒から後宮入りを狙われる琳琅と、仲間達の手を借りて都を脱出する。黒羽の任務で度々都を出ているため、様々な地方にある程度の土地勘を持つ。それに従い東に逃げるが、「蘭将」一派と関わったことがきっかけで李恒に居所がバレてしまい、凌華と戦闘中に崖から川へ転落。その下流にて、瀕死の重傷を負った状態で李恒によって派遣されてきた禁軍の1人である李尚に見つかり囚われるが、1か月という脅威の速さで回復し、先に連れて行かれた琳琅を救うため、罪人として都に戻る。
李尚（りしょう）
魏有と大して年の変わらない青年。西域人と漢人の混血で、漢人寄りの顔立ちと西域特有の色の薄い髪や瞳を持つ。「天花茶館」の用心棒で、腕っ節は強い。
怪盗「飛天竜狗」という裏の顔を持つが、その素性は皇帝と妃賓の1人である庚妃の間に生まれた皇子・李久（りきゅう）。「尚」は母親や侍女たちだけが呼んでいた、彼の字である。幼い頃、皇太子を巡る政争から身を守るために事故死を偽装され、母親である庚妃と、とある宦官（沈雲。後述）の手で侍女とともに城を出た。その後、侍女とはぐれたところで妓楼に女や子供を売り飛ばす人買いに攫われかかったり、残虐な盗賊「蛟党」の首領に拾われたりと過去の多い人。城を脱出する前に起こった魏家の取り潰しと、魏有がその生き残りであることを知ってからは、原因の一端として間接的に関わっていたことに悩むが、異母兄・李恒のこともあって「今から守ればいい」と吹っ切れた模様。
皇子だった頃に、隠し通路を使って密かに城を抜け出しては、琳琅の父の道場に顔を出していた。その際は年が近いこともあり、魏有と試合をすることがほとんどだったらしい。当時は女の子と間違えられる顔立ちの美少年だった。幼い琳琅を覚えており、彼女が「天花茶館」の女給となってからは、彼女を口説いては、相手にされないか鞘をつけた剣と箒でやり合うかどちらかの日々を送る。また、琳琅が近所の子供達に剣を教えるようになってからは、教師役として時折参加している。
裏の情報や伝を多く持ち、琳琅らが長安を脱出する際には偽造とは分からない身分証を複数渡すなど、手助けをした。その後、髪を染めて出身をごまかすというやや詰めの甘い偽装を施し、武科挙を首席で合格して禁軍の一部隊にて小隊長を務める。以降しばらくの間、後述する伶玉やその母、実母らとのつながりを絶っており、李恒が催した宴で伶玉が舞伎として現れた際は目を剥いていた。
武官となってから、李恒によって何も知らされずに「蘭将」の生け捕りを命じられ、県城で相対した際に、自分が守ろうと決めた琳琅らであることを知って、1度はわざと逃がすも、崖から落ちて流され、瀕死の重傷を負いながらも生きていた魏有を、琳琅を後宮から解放する為にも連れ帰る。
安春蓉（あんしゅんよう）
この10年ほどで成り上がってきた高利貸し・安潜の娘。周一家が都を離れるまで住んでいた屋敷の隣に住む。琳琅・子朝姉弟より年下の幼馴染で、2人を「琳琅姉様」「子朝兄様」と呼ぶ。両親と似ていないことや、母親とあまり会えないことを気にしている美少女。
実は魏有の妹だが、家族を失った4歳以前の記憶はほとんど忘れており、幼い頃こそ、自分を「少春」の愛称で呼んだ、青い衣の少年の夢を見ていたこともあるが、現在は家庭教師としてやってくる昊宇（魏有）に、実兄とは知らずに恋心を寄せる。記憶は後に取り戻した。
岑伶玉（しんれいぎょく）
女絵師・菫瑛の娘で、長安で公演している雑技団を渡り歩く芸童。特技は棹登りと毬乗り。「玉という名前に負けている」と、常に「岑伶」と名乗り、ボサボサの髪や男言葉、その身ごなしから少年だと思われることも多い。琳琅とは、彼女と魏有が公演を観に来た際、絵を描いていた母親と出会った事がきっかけで知りあった。
8歳の頃に、ある街で大嵐に遭い、川に流されかけたところを李尚に助けられて以来、密かに片思いをしているが、彼女を救おうとして飛び込んだ父親を失ったため、内心複雑。
李尚が武官となった後、身体が急な成長を見せて芸童を続けられなくなった。その際、名門貴族である劉家の若様が作った私有歌舞団「紫花苑」に引き抜かれ、以降、看板舞伎となる。

### その他
白宗甫（はくそうほ）
皇帝2代に仕えた前司空の老人。隠居した現在も、黒羽騎尉を管理するなど、裏で権力を持つ、通称「白老公」。魏家の取り潰しも、周家の没落も彼が裏で糸を引いていた。
「天花茶館」の持ち主で、彼や黒羽たちの任務の結果、没落したり家族を失ったりした女達を女給として雇い、密かに監視していた。秀燕のお菓子を配達させる際に指名することが多い琳琅とは、顔をあわせるたびに嫌味の応酬をする仲。
皇帝崩御後に、黒羽騎尉の素性と名前を記した巻物を李恒側に渡すが、それは魏有の部分だけを消した贋作であった（本物は贋作を渡した直後に焼却）。その前後から体調を崩しがちであり、巻物を手放した後に息を引き取る。生前、何を思ってかは不明だが、他者の手に渡っていた、かつて周家が暮らしていた屋敷を、最後の住人が任地に下って空き家になった後に魏有名義で買い取っておいたらしい。
秀燕（しゅうえん）
「天花茶館」の女将。この店の売り物であるお菓子は彼女の手製。元々は李尚（李久皇子）やその母の侍女。その出自から、お金に関わることは苦手。彼女を含め、ここで働く女達は普段から名前で呼ばれているため、琳琅が姓を知らない先輩女給もいる。
彼女秘伝の菓子の作り方を教わった琳琅が、庚妃のところでそれを作って食べさせたことで、庚妃やその侍女が彼女と再会するきっかけとなった。
菫瑛（とうえい）
女絵師。元々は夫・岑仁（しんじん）とともに宮廷絵師をしていたが、伶玉が生まれてから家族で都を離れる。画風は「力強く、儚げでもある」と評される。
小さな町で嵐に遭った際に川に流されかけた娘を李尚に救われ、長安に戻ってきてから浪子（よたもの）たちに絡まれていたところを再度彼に救われた。なお、彼が盗みに入った屋敷においてくる「飛天竜狗」の絵は彼女の作。
娘が出る公演の最中に会場の隅で絵を描いていたところ、琳琅と魏有に出会う。その後、琳琅が自宅を訪れた際に彼女が剣舞を習っていたことがあると知って、絵を描かせて欲しいと頼んだ。
年始の吉祥画を描いて欲しいという皇帝の依頼で、年末に城に上がって鳳凰などの絵を描いていた際、皇太子になる以前に面識がある李恒が絵を描いている部屋に入り浸り、また皇帝じきじきに庚妃の絵を依頼しに来たことがある。その後、城を出る日に何者かによって囚われ、それを知った琳琅らによって助け出された。
李恒（りこう）
皇太子（のちに皇帝）。李尚（李久皇子）の異母兄で、母親は郭妃。白が尊敬していた武将のひ孫に当たる。
異母弟・李久とは、李久の方が聡いとされたこともあって、皇太子の座を巡るライバル関係にされたが、仲は良く、2人きりで一緒に遊んでいたこともある。しかし、李久が死んだとされたため、一気に周囲や政治への興味を失い、心に闇を抱えることとなった。
後宮にいる女達を「徒花」と評し、自身をその徒花が結んだ「徒の実」と評したが、琳琅に「徒花なんてない」と返されたことで興味を抱き、皇帝となってから後宮に入れようと目論む。
黒羽からもたらされた情報で、東にいる逆賊「蘭将」の頭と片腕が琳琅と魏有である事を知り、忠誠を試すため、あえて李尚に赴かせた。
庚紫珀（こうしはく）
李尚（李久皇子）の母。長安生まれのソグド系の女性で、琵琶を奏する。元々は庶民で、14歳の時に生活が苦しくなったため、城の一角にある、宴で楽器を奏する宮女の養成学校に入った。そして、寝付けない夜に亭子（あずまや）で練習していて沈雲と出会い、逢瀬を重ね、「いずれ迎えに来る」という約束を信じていたが、ある宴で演奏した事がきっかけで皇帝に見初められ、後宮入りした。その後、皇子をもうけるが、以来皇帝の訪れが絶えてしまう。
常に母親から伝えられた胡砂香という故郷の香を焚き染めている。これは、砂のような数種類の香を混ぜて焚くもので、配合によって香りが変わるらしい。
市井を騒がせる「飛天竜狗」が城を脱出して生き延びた息子だと知っており、城門や坊門が開放される新年の夜に、琳琅に導かれて侍女とともに城を抜け出し、天花茶館で息子と再会したが、沈雲のことを思って単身後宮へ戻る。その後、李恒の手の者に見つかったことで重傷を負った沈雲を連れて城を出、以降天花茶館に居つく。
沈雲（しんうん）
黒羽騎尉の1人で、主に毒を使って対象を暗殺する。武器を使う戦闘はあまり得意ではないらしいが、かなり強い部類に入る。本名は朱巴（しゅは）。30代半ばくらいの、女性のような顔立ちの男で、1度だけ任務中の魏有と遭遇し、彼に自身が調合する暗殺用の毒全てを解毒できる解毒薬を渡したことがある。以来、彼を「黒雛」と呼ぶ。
実は先帝の落とし胤であり、幼い頃に手術を受けている。容貌が似ているためか、黒羽でありながら、当時皇太子だった皇帝の影を務めることもあった。その際に庚紫珀に出会っており、彼女と恋に落ちたが、彼女はその後、皇帝に見初められて後宮に入ってしまった。彼女が常に身に着けている紫水晶の花鈿細工は彼が贈った物らしい。その後生まれた李久にはいろいろ思うところがあるが、彼が身の安全のため城を脱出した際の手引きをした。
黒羽の任務で、琳琅の父の前任者である節度使・馮栄（ふうえい）の元に医師として出入りし、馮栄に気に入られて屋敷へ出入りしていた孤児の少年（後の琳琅の幼馴染）に薬草の知識を教え、回鶻の人間と通じていた馮栄を暗殺した。以降は本名を名乗り、任務の時以外では宦官として皇帝の傍についていたが、皇帝が李恒に代わったことで、庚紫珀とともに城を脱走した。
程進（ていしん）
白の別邸の裏に住む医師。散らかし魔だが、腕は良い。もっと身近な風邪や腹痛といった病気を診ていたいらしいが、度々琳琅や魏有、沈雲など重傷患者が運ばれてくる。鹿茸（ろくじょう）という精力剤を、何も知らない琳琅に渡していたりする変な人。
楊小飛（ようしょうひ）
東で活動する義賊「蘭将」一派の首領を務める女性（他のメンバーは恬彪を除き、船を扱える程度の水農夫）。表向きは、酒場「黄波楼」の女主人。飛姫と呼ばれる。小村で絹を織って日銭を稼いでいたが、それらのほとんどが国外に輸出されているのを知って、密かに自分の分を織り上げた。しかし、それすらも国に取り上げられそうになり、咄嗟に山に逃げたところ両親が捕らえられてしまったため、放浪することに。蘭将として活動する際はその白絹をまとう。
放浪していたところを酒場「黄波楼」の先代の主に拾われ、「木蘭」になぞらえて仕込まれたため、琳琅と張れる剣技を持つが、人は殺さない主義。なお、蘭将の「蘭」は木蘭に由来する。
林恬彪（りんてんひょう）
長安の港で琳琅達が出会った青年。元は塩賊で、黒羽の任に就いていた魏有が抗争を起こさせ、壊滅させた一党の生き残り。抗争の際に骨を砕かれ、変な治り方をしたため、左足がやや不自由だが、剣技に長ける。小飛とは相思相愛なのだが、お互いに引け目を感じて意地を張っていた為、なかなか思いが伝わらなかった。
悪徳県令と周囲の官船を仲間に襲わせるための手引きをすべく、客として琳琅達と同じ船に乗っていた。その際乗客を全員助けてから脱出してきた魏有や、小飛のように女の身ながら剣を振るう琳琅を見て、県城の倉庫を襲うために一時仲間に加えた。倉庫から奪った食料を貧困にあえぐ村に配ってアジトである「黄波楼」に戻ったが、アジトが県軍に見つかったため、琳琅達から偽造の身分証を1枚ずつ譲り受け、とりあえず都に身を隠すことに（都に入る際、東に向けて発つ李尚とすれ違っており、琳琅らに渡したはずの身分証の名を呼ばれている男女2人組に気づいていた）。しかし、身代わりとして逃走したはずの魏有が「蘭将」一派の軍師として囚われたことを知り、小飛とともに役人に名乗り出た。
緑陽（りょくよう）
李恒の娘。延安公主。男勝りな性格で、常に胡服をまとう。弓を習っているが、未熟な身体であることもあり、的に当たることすら稀。後宮に囚われた琳琅の元に忍び込んで以来、彼女の事情を知り、父である現皇帝の思惑を探ったりする。
命を狙われる身である父を案じており、後宮の女達で武術の心得がある琳琅や三娘を巻き込んで娘子軍を立ち上げた。
凌華（りょうか）
李恒に仕える黒羽騎尉の1人。表向きは皇子たちの武術指南役（黒羽の任のため、一時離れている）で、緑陽のお気に入り。琳琅らの追っ手でもあり、琳琅を捕らえてきたのは彼。
実は李恒に恭順していない藩鎮から派遣されてきた間諜で、1年ほど前に沈雲に手ひどくやられて皇城の庭に倒れていたところを緑陽に拾われている。以来、常服として胡服をまとい、黒羽として李恒に仕えながら、その暗殺を狙っていた。
催三娘（さいさんじょう）
李恒に仕える黒羽騎尉の1人。東にある小村・甘夏村出身の女性。子供の多い家庭に生まれ、上から7人目の三女であったため、名づけに疲れた両親によってそのままな名前をつけられたらしい。表向きは李恒の皇子達の武術指南役。13歳頃から黒羽として活動しており、李恒が抱いた1人で、後に彼の子供を妊娠している事が判明（ただし、李恒には告げずに城を去って1人で産む選択をした）。
反逆者を捕らえるため東に向かう李尚の監視役として同行し、逆徒の頭・蘭将を（ある事情から）名乗っていた琳琅と出会う。琳琅が後宮に囚われた後、緑陽を通じて「1か月の間（李尚が魏有を連れて都へ戻ってくるまで）は李恒の訪れはない」と、脱出を度々試みている彼女に情報を流したこともある。その後、緑陽が無断で立ち上げた娘子軍の一員としてか、李恒を愛するゆえか、李恒暗殺を目論む人間の割り出しなども担当した。

## 用語
坊門（ぼうもん）
長安の町を碁盤の目のように区切った際の、各ブロックを仕切る門。夜明けの知らせとともに開き、日暮れの知らせとともに閉じられる。夜間は通牒がなければ他の坊へ出入りできない。例外として、新年の3日間だけ夜間も開放される。
黒羽騎尉（こくうきい）
皇帝直属の隠密。幻の官とされ、その存在は伏せられている。例外として、皇太子は将来彼らを使う者となるため、時期をみて皇帝から直接知らされる。略称は「黒羽（こくう）」。様々な危険を伴う任務であるため、家族を人質に取られたような状態で任に就いている者がほとんど。琳琅の父・之凱も、琳琅が幼い頃にこれになってくれないかと請われたことがあるが、家族のために断り、自ら節度使として北に赴くことを選んだらしい。
黒羽同士もほとんど面識はないが、遭遇すれば同業であることくらいは感じ取れるという。皇帝が崩御し代替わりすると、新たな皇帝に召喚され、忠誠を問われる。大抵は守るべき存在のためにも忠誠を誓うが、反意を示せば殺される運命にある。
後に三娘の言葉を受けた李恒が全ての黒羽を解放した。

## 既刊一覧
| 巻     | タイトル         | 第1刷発行日（発売日）           | ISBN              |      |      |      |      |
| 本編   | 本編             | 本編                            | 本編              | 本編 | 本編 | 本編 | 本編 |
| ------ | ---------------- | ------------------------------- | ----------------- | ---- | ---- | ---- | ---- |
| 1      | 黒士は白花を捧ぐ | 2006年4月10日（3月31日）        | 4-08-600755-X     |      |      |      |      |
| 2      | 暁の野に君を想う | 2006年9月10日（9月1日）         | 4-08-600822-X     |      |      |      |      |
| 3      | 天馬は闇夜を翔る | 2006年12月10日（11月28日）      | 4-08-600853-X     |      |      |      |      |
| 4      | 空恋う銀糸の果て | 2007年3月10日（3月1日）         | 978-4-08-600888-4 |      |      |      |      |
| 5      | 冬苑に徒花は散る | 2007年5月10日（4月27日）        | 978-4-08-601017-7 |      |      |      |      |
| 6      | 春宵に灯る紫の花 | 2007年8月10日（8月1日）         | 978-4-08-601054-2 |      |      |      |      |
| 7      | 月珠は黒翼を抱き | 2007年11月10日（11月1日）       | 978-4-08-601092-4 |      |      |      |      |
| 8      | 蘭花は大河に舞う | 2008年7月10日（7月1日）         | 978-4-08-601186-0 |      |      |      |      |
| 9      | 夏風に願いは惑う | 2008年10月10日（10月1日）       | 978-4-08-601220-1 |      |      |      |      |
| 10     | 想いは夢路に咲く | 2009年1月10日（2008年12月26日） | 978-4-08-601247-8 |      |      |      |      |
| 11     | 月影に珠は結ばれ | 2009年4月10日（4月1日）         | 978-4-08-601278-2 |      |      |      |      |
| 12     | 陽光に翼は飛翔く | 2009年5月10日（4月28日）        | 978-4-08-601291-1 |      |      |      |      |
| 短編集 |                  |                                 |                   |      |      |      |      |
| 1      | 秘密の名前       | 2008年3月10日（3月1日）         | 978-4-08-601137-2 |      |      |      |      |
| 2      | 長安恋小景       | 2009年7月10日（7月1日）         | 978-4-08-601312-3 |      |      |      |      |